# واتسلاو پروخازکا
واتسلاو پروخازکا (چکی: Václav Procházka؛ زادهٔ ۸ مهٔ ۱۹۸۴) بازیکن فوتبال اهل جمهوری چک است.
از باشگاه‌هایی که در آن بازی کرده‌است می‌توان به باشگاه فوتبال ویکتوریا پلزن، باشگاه فوتبال آنکارا اسپور، و باشگاه فوتبال ملادا بولسلاف اشاره کرد.
وی همچنین در تیم‌های ملی فوتبال زیر ۲۱ سال جمهوری چک و جمهوری چک بازی کرده‌است.